# Aleksej Svirin
Aleksej Vladimirovič Svirin (in russo Алексей Владимирович Свирин?; Mosca, 15 dicembre 1978) è un canottiere russo.

## Palmarès

### Olimpiadi
- 1 medaglia:
  - 1 oro (Atene 2004 nel quattro di coppia)

### Europei
- 2 medaglie:
  - 2 ori (Poznan 2007 nel quattro di coppia; Plovdiv 2011 nel quattro di coppia)